# حزب الديمقراطيين التقدميين
حزب الديمقراطيين التقدمي (بالأيرلندية:An Páirtí Daonlathach) هو حزب ليبرالي في جمهورية أيرلندا، تأسس عام 1985 وهو رابع أكبر حزب سياسي في جمهورية أيرلندا، وعلى المستوى الأوروبي عضو في الليبرالية الأوروبية الديمقراطية وحزب الإصلاح.
شكل حزب الديمقراطيين التقدمي اثنان من أعضاء البرلمان الأيرلندي، هما ديزموند أومالي الوزير السابق في الحكومة، وماري هارني، أصبح أومالي رئيسا للحزب بعد الانتخابات العامة التي جرت في شهر فبراير عام 1987. وفاز الحزب بأربعة عشر مقعدا في البرلمان والذي أطاح بحزب العمال.